# Окисление по Оппенауэру
Окисление Оппенауэра, названное в честь Руперта Виктора Оппенауэра,  представляет собой щадящий метод селективного окисления вторичных спиртов в кетоны.
Реакция является обратной реакции восстановления Меервейна-Понндорфа-Верлея.  Спирт окисляют изопропоксидом алюминия в избытке ацетона. Это смещает равновесие в сторону продукта.
Окисление является высокоселективным для вторичных спиртов и не окисляет другие чувствительные функциональные группы, такие как амины и сульфиды.  Хотя первичные спирты можно окислять в условиях Оппенауэра, первичные спирты редко окисляются этим методом из-за конкурирующей альдольной конденсации альдегидов. Окисление Оппенауэра до сих пор используется для окисления субстратов восприимчивых к кислотах. Метод был в значительной степени вытеснен методами окисления на основе хроматов (например, хлорхромата пиридиния) или диметилсульфоксида (например, окисление Сверна) или окисление Десса-Мартина из-за использования относительно мягких и нетоксичных реагентов (например, реакция проводится в смесях ацетона и бензола). Окисление Оппенауэра широко используется в различных промышленных процессах, таких как синтез стероидов, гормонов, алкалоидов, терпенов и т. д.

## Механизм
На первом этапе этого механизма спирт (1) координируется с алюминием, образуя комплекс (3), который затем на втором этапе депротонируется алкоголят-ионом (4) с образованием промежуточного алкоголята(5). На третьем этапе окислитель ацетон (7) и субстрат спирт связываются с алюминием. Ацетон координируется с алюминием, который активирует его для перехода гидрида из алкоголята. Катализируемый алюминием гидридный сдвиг от α-углерода спирта к карбонильному углероду ацетона происходит через шестичленное переходное состояние (8). Желаемый кетон (9) образуется после переноса гидрида.

## Преимущества
Преимуществом метода окисления по Оппенауэру является использование относительно недорогих и нетоксичных реагентов. Условия реакции мягкие и щадящие, поскольку субстраты обычно нагревают в смесях ацетона и бензола. Еще одним преимуществом окисления по Оппенауэру, которое делает его уникальным по сравнению с другими методами окисления, такими как хлорхромат пиридиния (PCC) и периодинан Десса-Мартина, является то, что вторичные спирты окисляются гораздо быстрее первичных спиртов, благодаря чему может быть достигнута хемоселективность. Кроме того, не происходит переокисления альдегидов в карбоновые кислоты в отличие от других методов окисления, таких как окисление Джонса.

## Модификации

### Реакция Веттштейна-Оппенауэра
В реакции Веттштейна-Оппенауэра, открытой Веттштейном в 1945 году, Δ5–3β-гидроксистероиды окисляются до Δ4,6-3-кетостероидов с бензохиноном в качестве акцептора водорода. Эта реакция полезна тем, что она позволяет получить Δ4,6-3-кетостероиды в один этап.

### Модификация Вудворда
В модификации Вудворда Вудворд заменил алкоголят алюминия на трет-бутоксид калия. Модификация Вудворда окисления Оппенауэра, также называемая окислением Оппенауэра–Вудворда, используется, когда определенные спиртовые группы не окисляются в стандартных условиях реакции Оппенауэра. Например, Вудворд использовал трет-бутоксид калия и бензофенон для окисления хинина в хининон, поскольку традиционная алюминиевая каталитическая система не могла окислить хинин из-за комплекса, образованного при координации азота с алюминиевым центром.

### Другие модификации
Сообщалось также о нескольких модифицированных катализаторах на основе алкоголята алюминия. Например, Маруока и его коллеги сообщили о высокоактивном алюминиевом катализаторе, который использовался при окислении карвеола в карвон (член класса химических веществ, называемых терпеноидами) с превосходным выходом (94%).
В другой модификации  катализатором является триметилалюминий, а в качестве окислителя используется альдегид 3-нитробензальдегид, например, при окислении изоборнеола в камфору.

## Синтетические применение
Окисление Оппенауэра используется в фармацевтической промышленности для приготовления анальгетиков, таких как морфин и кодеин. Например, кодеинон получают путем окисления кодеина по Оппенауэру.
Окисление Оппенауэра также используется для синтеза гормонов. Прогестерон получают путем окисления прегненолона по Оппенауэру.
Небольшая вариация окисления Оппенауэра также используется для синтеза производных стероидов. Например, эффективная каталитическая версия окисления Оппенауэра, в которой используется рутениевый катализатор, была разработана для окисления 5-ненасыщенных 3β-гидроксистероидов до соответствующего 4-ен-3-она.
Окисление Оппенауэра также используется в синтезе лактонов из 1,4- и 1,5- диолов.

## Побочные реакции
Распространенной побочной реакцией окисления Оппенауэра является катализируемая основанием альдольная конденсация альдегидного продукта, который имеет α-атомы водорода, с образованием либо β- гидроксиальдегидов, либо α, β- ненасыщенных альдегидов.
Другая побочная реакция — реакция Тищенко альдегидных продуктов без α-водорода, но ее можно предотвратить, используя безводные растворители.  Другая общая побочная реакция – это миграция двойной связи при окислении субстратов аллилового спирта.